# 哥倫比亞巴拿馬航空

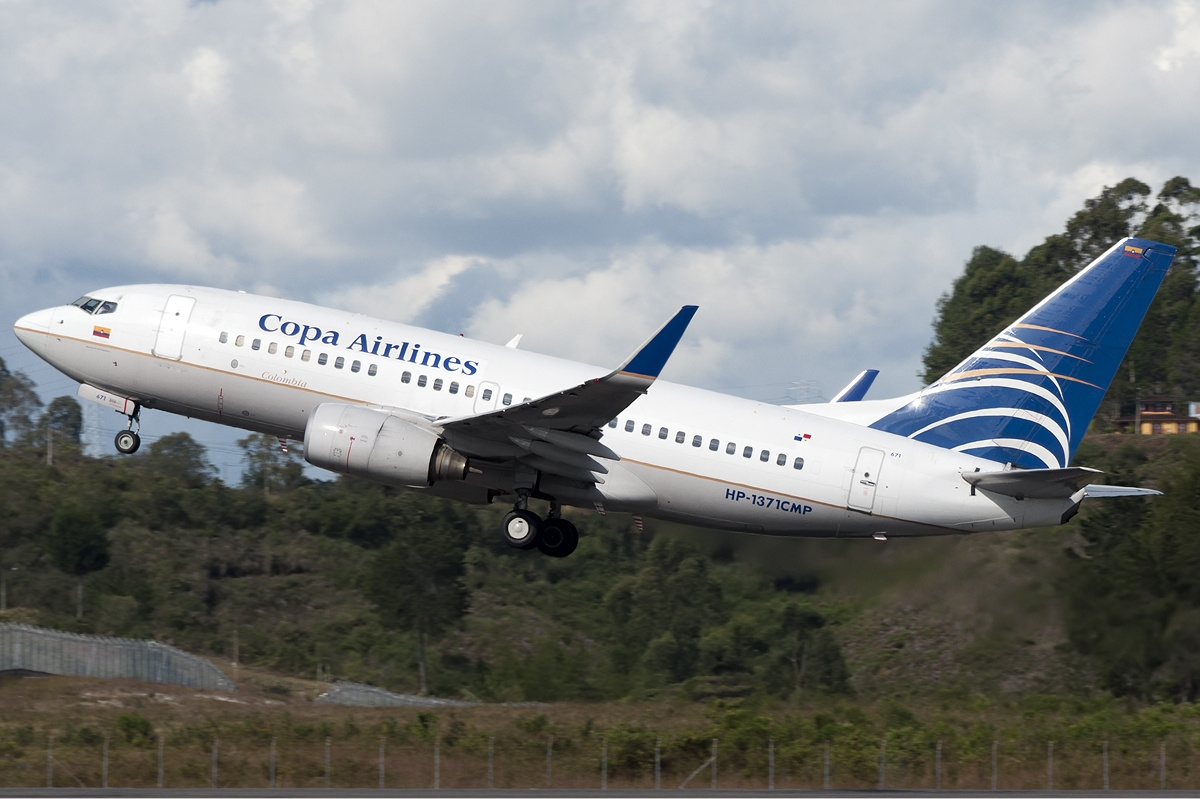
哥伦比亚航空 波音 737-700

哥倫比亞巴拿馬航空（英語：Copa Airlines Colombia）是哥倫比亞的全服務航空公司，總部設在該國首都波哥大，於1992年成立，2016年結業，為巴拿馬航空的子公司。

## 航點
| 旗幟 | 城市   | 國家     | 機場名稱           | 備註 |
|      | 波哥大 | 哥倫比亞 | 埃尔多拉多国际机场 | 基地 |

## 外部連結
- 巴拿馬航空官方網站（页面存档备份，存于）（西班牙文）（英文）（葡萄牙文）